# 金剛別当秀綱
金剛別当 秀綱（こんごうのべっとう ひでつな）は、平安時代後期の武士。奥州藤原氏の家人。

## 略歴
文治5年（1189年）、鎌倉の源頼朝は奥州藤原氏第4代・藤原泰衡討伐の兵を挙げた（奥州合戦）。それを知った泰衡は伊達郡厚樫山に砦を築き、異母兄・国衡を大将とする2万騎の軍勢に守備させ、秀綱は子の下須房秀方とともに国衡の副将として数千騎を率いて厚樫山前に布陣した。8月8日明け方、頼朝方先陣の畠山重忠・結城朝光・加藤景廉・工藤行光らと戦うが、衆寡敵せず厚樫山の大木戸まで後退して国衡に状況を復命した。8月10日明け方、頼朝軍は大木戸へ総攻撃を加えた。国衡勢はよく戦ったが紀清両党の奇襲により総崩れとなり、その乱戦の中で子の秀方が工藤行光の郎党に組み討たれ、自身も結城朝光に討たれた（阿津賀志山の戦い）。戦後頼朝に降参した秀綱の郎党は宅地ばかり安堵されたが、翌年大河兼任の乱が起きたこともあって追放されてしまった。